# Шумилин, Андрей Анатольевич
Андре́й Анато́льевич Шуми́лин (9 марта 1970, Калининград — 8 июня 2022) — заслуженный мастер спорта России, борец вольного стиля, депутат Калининградской областной Думы седьмого созыва. Председатель постоянного комитета Калининградской областной Думы по международным и межрегиональным отношениям, безопасности и правопорядку. Секретарь Калининградского городского местного отделения Всероссийской политической партии «Единая Россия», руководитель фракции ВПП «Единая Россия» городского Совета депутатов Калининграда, член Президиума Регионального политсовета, член политсовета Калининградского городского местного отделения, Президент Олимпийского Совета Калининградской области. Вице-президент Федерации спортивной борьбы Калининградской области.

## Спортивная карьера
В детско-юношескую спортивную школу его привёл отец в 1980 году.
В 16 лет выполнил норматив мастера спорта СССР. В том же 1986 году выигрывает первенство СССР и чемпионат мира среди юношей. В следующем году повторяет свой успех и становится двукратным чемпионом мира среди юношей.
В 1989 году в Финляндии выигрывает молодёжный чемпионат Европы.

В 1990 году, будучи юниором, становится 3-м призёром Чемпионата Европы среди взрослых.

С 1990 года был в основном составе сборной команды страны.

В 1993 году: в г. Чатануга (США) впервые выигрывает Кубок мира;

III место на чемпионате мира.

В 1994 году — II место на Играх доброй воли.

В 1995 году становится двукратным обладателем Кубка мира среди супертяжеловесов.

В 1996 году — IV место на Олимпиаде в г. Атланта (США).

В 1998 году:

I место на Кубке мира в г. Стильватер (США);

I место на Играх доброй воли в г. Нью-Йорк (США);

III место на чемпионате мира в г. Тегеран (Иран).

В 1999 году:

I место на чемпионате Европы в г. Минск (Беларусь);

I место на 2-х Всемирных играх военнослужащих в г. Загреб (Хорватия);

II место на чемпионате мира в г. Анкара (Турция).

Многократный чемпион России.

## Работа и общественная деятельность
После окончания калининградской средней школы № 31 Андрей Шумилин поступил в Калининградский государственный университет на факультет физической культуры и спорта, который окончил в 1995 году. В 2000 году окончил калининградский филиал Современной гуманитарной академии по специальности «юриспруденция». В 2013 году окончил Современную гуманитарную академию по специальности «Экономика».
17 апреля 2015 года удостоен звания «Почетного профессора» Современной гуманитарной академии.
В 2005 году был избран вице-президентом Федерации спортивной борьбы Калининградской области. С 1997 года в Калининграде проводятся международные турниры по вольной борьбе на призы Андрея Шумилина.
В 2009 году избран президентом Олимпийского Совета Калининградской области.
1 марта 2009 года избран депутатом окружного Совета Калининграда.
13 марта 2011 года повторно избран депутатом окружного Совета Калининграда.
21 мая 2011 года избран секретарем политического совета Калининградского городского местного отделения партии «Единая Россия».
18 сентября 2016 года избран депутатом городского Совета депутатов Калининграда в составе списка ВПП «Единая Россия».
23 октября 2020 года избран первым заместителем главы городского округа «Город Калининград».
8 октября 2021 года сложил полномочия заместителя главы городского округа «Город Калининград» и руководителя фракции ВПП «Единая Россия» городского Совета депутатов Калининграда.
19 сентября 2021 года избран депутатом Калининградской областной Думы седьмого созыва.
14 октября 2021 года избран председателем постоянного комитета Калининградской областной Думы по международным и межрегиональным отношениям, безопасности и правопорядку.
Награждён орденом «Дружбы», орденом «За заслуги перед Калининградской областью», медалями «300 лет Российского флота», «За заслуги» и «За заслуги перед городом Калининградом», «70 лет городу Калининграду», дипломом «Честная игра» Международного Олимпийского комитета.
Скончался после продолжительной болезни 8 июня 2022 года в Германии в городе Мюнхене.

## Награды и звания
- Орден «За заслуги перед Калининградской областью» (27 сентября 2010) — за большой вклад в развитие города Калининграда и Калининградской области[1];
- Медаль «За заслуги перед городом Калининградом» (9 сентября 2015) — за особый вклад в социальное и культурное развитие, укрепление законности, правопорядка и общественной безопасности[2].
- Медаль «За заслуги перед Калининградской областью» (28 августа 2020 года) — за большой вклад в развитие города Калининграда и Калининградской области.

## Семья
Был женат. Трое детей — сын и две дочери.